# Волик, Алексей Лукич
Алексей Лукич Волик (1921 год, село Чевново, Опошнянский район, Полтавская область, Украинская ССР — 1981 год) — инженер, специалист по бурению нефтяных и газовых скважин, лауреат Ленинской премии (1963). Заслуженный рационализатор РСФСР (1971). Почётный нефтяник.

## Биография
После окончания Грозненского нефтяного техникума (1941) работал в тресте «Малгобекнефть».
В 1942—1945 годах служил в РККА. На фронте с октября 1942 года, гвардии капитан.
В 1945—1963 годах инженер, старший инженер, начальник отдела бурения треста «Хадыженнефть». В 1963—1981 годах заместитель генерального директора по бурению объединения «Краснодарнефтегаз».

## Награды
- Орден Красной Звезды;
- Орден Отечественной войны I степени;
- Орден Отечественной войны II степени;
- Медаль «За боевые заслуги»;
- Лауреат Ленинской премии 1963 года - за участие в комплексном решении проблемы бурения и эксплуатации газовых и газоконденсатных месторождений.